# 孟苏平
孟苏平（1989年7月17日—），是安徽省马鞍山市当涂县新市乡人，中国女子举重队员。

## 个人经历
- 2010年9月25日广州亚运会，抓举135公斤，挺举176公斤，总成绩311公斤获得第二名。
- 2012年11月9日世界大学生举重锦标赛，抓举135公斤，挺举188公斤，总成绩323公斤获得冠军。将个人最好（总）成绩提高了5公斤，并打破了周璐璐在伦敦奥运会上创造的挺举187公斤级的世界纪录。
- 2015年世界举重锦标赛中，孟苏平获得女子75公斤以上级抓举、挺举和总成绩3枚银牌，成绩分别为145、180和325公斤。
- 2016年里约奥运会获得女子75公斤以上级金牌，抓举、挺举和总成绩分别为130、177和307公斤。[1]